# Foo fighter
Foo fighter je označení neidentifikovaných létajících objektů (UFO) pozorovaných spojeneckými piloty během druhé světové války. Byly hlášeny především nad Evropou (Německo) a Tichým oceánem (Japonsko).

## Původ jména
- Původ první části jména (foo) není zcela jasný, protože samo o sobě toto slovo nic neznamená. Nejpravděpodobnější je původ z komiksu Smokey Stover, jehož hrdina, hasič Smokey, často prohlašoval „Where there's foo there's fire.“ (foo je zkomolenina francouzského feu - oheň)
- Druhá část jména (fighter) pochází z anglického pojmenování stíhačky (zároveň znamená i bojovník).

## Charakteristika
Foo fighters byly popisovány nejčastěji jako malé zářící a rychle se pohybující koule. Jejich barva byla bílá, oranžová nebo červená. Tyto objekty pronásledovaly nebo doprovázely stíhačky spojeneckých pilotů, nikdy neprojevily nepřátelské chování, ale díky jejich vysoké manévrovatelnosti je nebylo možné sestřelit ani jim uletět. Hlášení pilotů popisují jejich pohyb jako kontrolovaný nějakou inteligencí.

## Pozorování
Pozorování foo fighters se začala objevovat během druhé světové války.
- 28. února 1942 údajně pozorovala posádka křižníku USS Houston velké množství žlutobílých koulí popisem se podobajících foo fighters.
- První oficiální zaznamenané pozorování proběhlo 14. října 1943 u města Schweinfurt.
- 23. listopadu 1944 nahlásil bombardér B-17 letící nad Německem pozorování deseti zvláštních zářících koulí, které měnily barvu z oranžové na červenou.[1]
- Od prosince 1944 do ledna 1945 foo fighters pravidelně doprovázely americké piloty při jejich letech na francouzsko-německé hranici.[2]

## Oficiální vyjádření
Armáda Spojených států i armáda Velké Británie obecně popírají jejich vědomost o existenci foo fighters. Jsou ovšem často zmiňovány ve vojenských hlášeních z let 1944 a 1945 (především americké eskadry 415th Night Fighter Squadron).
V dokumentu nazvaném „An Evaluation Of German Capabilities In 1945“ (Vyhodnocení německých schopností v roce 1945) vytvořeném americkou armádou 19. ledna 1945 se zmiňují vedle jiných německých zbraní i tzv. „Phoo Bombs“. Podle tohoto dokumentu jsou to německé bezhlučné radiově ovládané zbraně s raketovým pohonem sloužící k narážení do letadel. Jejich rychlost byla odhadnuta na 525 mil za hodinu a výdrž na 25 minut. Ve zprávě nejsou považovány za reálnou hrozbu.

## Možná vysvětlení
- Experimentální německé zbraně
- Neznámý atmosférický elektrický jev
- Záměna Eliášova ohně za UFO
- Záměna kulového blesku za UFO
- Skutečně mimozemská plavidla